# Kavala (Regionalbezirk)
Der Regionalbezirk Kavala (griechisch Περιφερειακή Ενότητα Καβάλας Periferiakí Enótita Kaválas) ist einer von sechs Regionalbezirken der griechischen Region Ostmakedonien und Thrakien. Er wurde anlässlich der Verwaltungsreform 2010 aus dem Festlandsgebiet der ehemaligen Präfektur Kavala gebildet. Proportional zu seinen 116.195 Einwohnern entsendet das Gebiet neun Abgeordnete in den Regionalrat Ostmakedoniens und Thrakiens, hat aber keine weitere politische Bedeutung als Gebietskörperschaft. Er gliedert sich in die drei Gemeinden Kavala, Nestos und Pangeo.